# Polonia en los Juegos Paralímpicos de Barcelona 1992
Polonia estuvo representada en los Juegos Paralímpicos de Barcelona 1992 por un total de 40 deportistas, 36 hombres y cuatro mujeres.

## Medallistas
El equipo paralímpico polaco obtuvo las siguientes medallas:
| Nombre | Deporte                   | Evento                      |
| --- | ------------------------- | --------------------------- |
| Oro |                           |                             |
| Jerzy Dąbrowski | Atletismo                 | Disco THS4 masculino        |
| Jerzy Dąbrowski | Atletismo                 | Peso THS4 masculino         |
| Jerzy Szlęzak | Atletismo                 | 200 m TS3 masculino         |
| Waldemar Kikolski | Atletismo                 | 800 m B2 masculino          |
| Andrzej Wróbel | Atletismo                 | 800 m C7-8 masculino        |
| Mirosław Pych | Atletismo                 | Pentatlón B2 masculino      |
| Ryszard Fornalczyk | Levantamiento de potencia | –67,5 kg masculino          |
| Ryszard Tomaszewski | Levantamiento de potencia | –90 kg masculino            |
| Krzysztof Palubicki | Levantamiento de potencia | –100 kg masculino           |
| Krzysztof Ślęczka | Natación                  | 150 m estilos SM4 masculino |
| Plata |                           |                             |
| Renata Chilewska | Atletismo                 | Jabalina C5-8 femenino      |
| Waldemar Kikolski | Atletismo                 | 1500 m B2 masculino         |
| Waldemar Kikolski | Atletismo                 | 5000 m B2 masculino         |
| Jerzy Szlęzak | Atletismo                 | 400 m TS3 masculino         |
| Jerzy Dąbrowski | Atletismo                 | Jabalina THS4 masculino     |
| Krzysztof Owsiany | Levantamiento de potencia | –56 kg masculino            |
| Henryk Kohnke | Levantamiento de potencia | –60 kg masculino            |
| Edyta Okoczuk | Natación                  | 100 m espalda S7 femenino   |
| Krzysztof Ślęczka | Natación                  | 50 m espalda S5 masculino   |
| Krzysztof Ślęczka | Natación                  | 50 m libre S5 masculino     |
| Krzysztof Ślęczka | Natación                  | 100 m libre S5 masculino    |
| Tadeusz Bogusz Czesław Humerski Andrzej Iwaniak Janusz Kłos Jerzy Kruszelnicki Stanisław Leja Jacek Lojtek Marian Warda Maciej Wróblewski Adam Zawiślak | Voleibol de pie           | Torneo masculino            |
| Bronce |                           |                             |
| Barbara Kucharczyk | Atletismo                 | Pentatlón B3 femenino       |
| Mirosław Pych | Atletismo                 | 100 m B2 masculino          |
| Jarosław Wiśniewski | Atletismo                 | 200 m TS3 masculino         |
| Andrzej Wróbel | Atletismo                 | 1500 m C7-8 masculino       |
| Andrzej Godlewski | Atletismo                 | Jabalina B2 masculino       |
| Andrzej Greń | Levantamiento de potencia | –52 kg masculino            |
| Mirosław Maliszewski | Levantamiento de potencia | –82,5 kg masculino          |
| Janusz Sala | Levantamiento de potencia | –90 kg masculino            |
| Arkadiusz Pawłowski | Natación                  | 100 m braza SB4 masculino   |
| Wiesław Król | Natación                  | 100 m espalda B2 masculino  |